# Janek Sternberg
Janek Sternberg (Bad Segeberg, 19 ottobre 1992) è un calciatore tedesco, difensore del Todesfelde.

## Caratteristiche tecniche
Gioca come terzino sinistro, ma può essere adattato a difensore centrale.

## Palmares

### Club

#### Competizioni nazionali
- Coppa d'Ungheria: 1

Ferencváros: 2016-2017